# Act of Aggression
Act of Aggression ist ein Echtzeit-Strategiespiel, das von Eugen Systems entwickelt und 2015 von Focus Home Interactive veröffentlicht wurde. Es gilt als geistiger Nachfolger von Act of War.

## Handlung
Der fiktive Shanghai-Crash führt 2019 zum Zusammenbruch des Finanzsystems der Volksrepublik China und stürzt die Welt in eine Wirtschaftskrise. Profiteur ist eine Organisation bekannt unter dem Namen das Kartell, die aus hochrangigen Offizieren, Industrie- und Medienunternehmern sowie PMCs besteht. Ihr Ziel ist es, die Vereinigten Staaten in die Knie zu zwingen. Ihr gegenüber steht die Chimera, eine fortschrittliche Kampfeinheit der Vereinten Nationen, und die US Army.

## Spielprinzip
Die Rohstoffvorkommen werden zufällig auf der Karte verteilt und müssen von Aufklärungsfahrzeugen entdeckt werden. Eine Rollen spielen dabei Erdöl zum Kauf von Einheiten, Aluminium für den Erwerb von Verbesserungen und Metalle der Seltenen Erden für Superwaffen. Die Lieferwege zurück in die Basis werden dabei ein mögliches Angriffsziel. Alternative Geldquellen sind Banken, die von der Infanterie eingenommen werden kann. Gleichzeitig ist es möglich verwundete Feindsoldaten als Kriegsgefangene im Gefängnis ein geringes aber stetiges Einkommen erarbeiten zu lassen oder sie einmalig gegen Lösegeld (Metalle) freizulassen.
Das Design der Einheiten erfolgt nach einem konsequenten Stein-Schere-Papier-Prinzip. Keine Einheit ist übermächtig und besitzt stets einen Gegenspieler. So können viele Einheiten zwar auf Lufteinheiten feuern. Nur speziell ausgerüstete Soldaten und Fahrzeuge können diese jedoch effektiv bekämpfen. Ein reines Überzahlspiel führt nicht automatisch zum Sieg. Selbst Superwaffen wie Atomraketen, Railguns oder Orbitalangriffe können mit Verteidigungsanlagen abgewehrt werden. Die Fraktionen sind spielerisch unterschiedlich. Die USA besitzen eine robuste Armee mit stark gepanzerten Einheiten, die jedoch unflexibel in der jeweiligen Rollen bleiben. Die Chimera kann in Verbesserungen ihrer Einheiten investieren, die so effektiver gegen mehrere Gegnertypen werden. Das Kartell setzt auf kostspielige, leicht gepanzerte, getarnte Einheiten. Zudem kann die Fraktion Abwehrtürme ohne Stromzufuhr aufstellen und ihre Kasernen überall auf der Karte errichten, was Hinterhalte erleichtert.

## Entwicklung
Um spielmechanische Probleme zu reduzieren, wurde eine Reboot-Edition veröffentlicht, die sich auf den Mehrspielermodus fokussiert. Die Ressourcenförderung beschränkt sich nur auf eine Ressource Öl. Einheiten besitzen teils automatisch Upgrades und reagieren schneller. Flugeinheiten besitzen unlimitierte Munition und fliegen automatisiert. Zahlreiche Neuerungen im Vergleich zu klassischen Genrevertretern wurden zurückgefahren. Spieler dürfen beim Start zwischen der Originalversion und der Neuauflage wechseln.

## Rezeption
Für GameStar kommt die Hintergrundgeschichte von der Inszenierung her nicht an Starcraft 2 oder World in Conflict heran. Zudem schafft es die Kampagne ebenfalls nicht in das komplexe Waffenarsenal der Fraktionen einzuführen. Die Missionen seien jedoch überwiegend abwechslungsreich. Der Hauptfokus liegt auf dem Mehrspielermodus, der Kenner des Genres locken soll. Im Vergleich zu dem Vorbild Command & Conquer ist das Wirtschaftssystem deutlich komplexer. Laut Eurogamer erwartet den Spieler klassische Echtzeitstrategie mit Basisbau, flottem Tempo und ohne allzu detailliertes Mikromanagement. PC Games lobte die abwechslungsreiche und detaillierte Spielwelt und die gut animierten Einheiten, gab jedoch zu bedenken, dass sich diese optisch schwer unterscheiden lassen. Trotz Vereinfachungen im Gameplay sei die Spieltiefe größer als etwa bei Act of War oder Grey Goo. Rüdiger Steidle von GamersGlobal gefielen die Fraktionen, das langsam steigernde Missionsdesign sowie die Mischung aus Realismus und Übersteigerung. Jedoch sei die Steuerung unkomfortabel, der Aufbauteil vergleichsweise träge und die Gefechte sehr klickintensiv, sodass der Spielfluss ins Stocken gerate.